# Список археологических памятников кобанской культуры
Список археологических памятников кобанской культуры — список поселений (городища и селища), могильников, отдельно обнаруженных кладов, комплексов предметов и находок, относящихся к кобанской культуре, а также археологические памятники имеющие признаки смешанности кобанской с какой-либо другой культурой (колхидской, савроматской, скифской или срубной).

## Западный вариант
Западный вариант кобанской культуры также называют «кабардино-пятигорским». Территории Кабардино-Балкарской Республики, Ставропольского и Краснодарского краёв.

### Городища и селища
| № и название                          | Локализация | Датировка                                | Исследования | Находки | Сохранение             |
| ------------------------------------- | --- | ---------------------------------------- | --- | --- | ---------------------- |
| 1. Верхне-Баксанское городище         | л. б. р. Баксан, возвышенность над с. В. Баксан                                                                                         | нач. 1 тыс. до н. э.                     | раскопки не производились, обследовано К. Э. Гриневичем (эксп. КБ НИИ ИЯЛ) в 1949                                                                            | культурный слой до 1 м, в подъёмном материале обломки керамики                                                                                                  | муз. Нальчика          |
| 0. Гацар-кала — см. Угольное городище | 0. Гацар-кала — см. Угольное городище                                                                                                   | —                                        | — | — | —                      |
| 8. Гунделенское городище              | на остром горном выступе между 2 ущельями (ровная площадка на отвесной скале 222*70 м), л. б. р. Гунделен, в 4—5 км к В. от с. Кёнделен | ранний железный век                      | обследовалось А. А. Иессеном в 1934, К. Э. Гриневичем (экспедиция КБ НИИ ИЯЛ, снят глазомерный план и собраны обломки посуды) в 1949, П. Г. Акритасом в 1954 | остатки вала, повторяющие конфигурацию рва и защищающие городище с С., следы циклопической кладки стен из каменных глыб; в подъёмном материале обломки керамики | муз. Нальчика, Эрмитаж |
| 10. Заюковское городище 1             | высокий мыс, обрывающийся к З. в балку и к С. в сторону Баксанской долины; п. б. р. Баксан, напротив с. Заюково                         | кон. рубежа 2 и 1 — нач. 1 тыс. до н. э. | обследовано А. А. Иессеном в 1934 дополнительные материалы собраны О. В. Милорадович и К. Э. Гриневичем в 1949                                               | площадь 35*40*50 м, в Ю.—З. и В. стороне укрепления валом и каменной кладкой; в подъёмном материале обломки керамики                                            | Эрмитаж                |
| 11. Заюковское городище 2             | на обособленной туфовой скале отрога г. Хара-Хоро, л. б. р. Баксан, к С.—З. от с. Заюково                                               | рубеж 2 и 1 — нач. 1 тыс. до н. э.       | открыто и обследовано Б. Е. Деген-Ковалевским и А. А. Иессеном в 1933                                                                                        | следов оборон. сооружений нет, так как место естественно приспособлено к обороне; обильные остатки керамики                                                     | Эрмитаж                |
| 12. Заюковское городище 3             | п. б. р. Баксан, напротив с. Заюково | кобанский и средневековый периоды        | осмотрено Б. Е. Деген-Ковалевским и А. А. Иессеном в 1933, обследовано О. В. Милорадович и К. Э. Гриневичем в 1949                                           | обломки керамики и др. | Эрмитаж                |
| 9. Заюковское селище                  | п. б. р. Баксан, напротив с. Заюково (через реку)                                                                                       | рубеж 2 и 1 — нач. 1 тыс. до н. э.       | открыто О. В. Милорадович и К. Э. Гриневичем в 1949 | селище небольшой площади; остатки керамики и др. | ?                      |
| 5.2. Угольное городище                | на высоком взгорье, в 2 км к С.-В. от с. Былым                                                                                          | аланский и более ранний периоды          | вероятно, зафиксировано Б. Е. Деген-Ковалевским в 1930-е; обследовано К. Э. Гриневичем (эксп. КБ НИИ ИЯЛ) в 1949                                             | в подъёмном материале обломки керамики | муз. Нальчика          |
| 5.3. Угольное селище                  | Ю.-З. окраина с. Былым | кон. 2 тыс. до н. э.                     | эксп. КБ НИИ ИФЭ в 1977—1978, исследовалось 1 каменное жилище                                                                                                | внутри жилища хоз. отсеки, очаги, возможно жертвенник, много сосудов и костей животных                                                                          | ?                      |

### Могильники и отдельные захоронения
| № и название                                        | Локализация                                                               | Датировка                                | Исследования                                                                                        | Находки                                                                                         | Сохранение                                |
| --------------------------------------------------- | ------------------------------------------------------------------------- | ---------------------------------------- | --------------------------------------------------------------------------------------------------- | ----------------------------------------------------------------------------------------------- | ----------------------------------------- |
| 6. Гижгидский могильник                             | л. б. р. Баксан, вблизи заброшенного с. Гижгид                            | ранний железный век                      | данные о погребальном обряде отрывочные                                                             | вероятно, подкурганные каменные склепы, сооружённые из небольших плиток, сложенных кладкой      | ?                                         |
| 6. Гижгидский могильник                             | л. б. р. Баксан, вблизи заброшенного с. Гижгид                            | ранний железный век                      | — находки в одном из склепов в 1928                                                                 | — ок. 10 бронз. предметов                                                                       | муз. Нальчика                             |
| 6. Гижгидский могильник                             | л. б. р. Баксан, вблизи заброшенного с. Гижгид                            | ранний железный век                      | — находки в одном из склепов в 1929                                                                 | — 14 бронз. предметов                                                                           | муз. Нальчика                             |
| 6. Гижгидский могильник                             | л. б. р. Баксан, вблизи заброшенного с. Гижгид                            | ранний железный век                      | — находки изданы А. А. Иессеном                                                                     | — 3 бронз. предмета                                                                             | ?                                         |
| 6. Гижгидский могильник                             | л. б. р. Баксан, вблизи заброшенного с. Гижгид                            | ранний железный век                      | — отдельная находка                                                                                 | — 1 бронз. предмет                                                                              | муз. Нальчика                             |
| 7.2. Гунделенская могила                            | л. б. р. Гунделен, вблизи с. Кёнделен                                     | V в. до н. э.                            | ?                                                                                                   | грунт. могила, несколько бронз. предметов и один железный                                       | ?                                         |
| 7.1. Гунделенский могильник                         | л. б. р. Гунделен, вблизи с. Кёнделен                                     | кон. 2 — нач. 1 тыс. до н. э.            | данные о погребальном обряде отрывочные                                                             | возможно, грунт. могилы под курганами                                                           | разрушен в 1924—1928                      |
| 7.1. Гунделенский могильник                         | л. б. р. Гунделен, вблизи с. Кёнделен                                     | кон. 2 — нач. 1 тыс. до н. э.            | — находки в одном из курганов в 1924                                                                | — ок. 25 бронз. предмета                                                                        | муз. Нальчика                             |
| 7.1. Гунделенский могильник                         | л. б. р. Гунделен, вблизи с. Кёнделен                                     | кон. 2 — нач. 1 тыс. до н. э.            | — находки в одном из курганов в 1925                                                                | — 5 бронз. предметов                                                                            | муз. Нальчика                             |
| 7.1. Гунделенский могильник                         | л. б. р. Гунделен, вблизи с. Кёнделен                                     | кон. 2 — нач. 1 тыс. до н. э.            | — находки в одном из курганов в 1928                                                                | — 1 бронз. предмет                                                                              | муз. Нальчика                             |
| 7.1. Гунделенский могильник                         | л. б. р. Гунделен, вблизи с. Кёнделен                                     | кон. 2 — нач. 1 тыс. до н. э.            | — прочие находки                                                                                    | — ок. 9 бронз. предметов, неск. железных и 1 глиняный                                           | муз. Нальчика                             |
| 13. Заюковский могильник 1                          | овальная возвышенность в ур. Мышаго, п. б. р. Баксан, напротив с. Заюково | кон. 2 тыс. до н. э. — V—IV вв. до н. э. | исследования В. И. Долбежева в 1888, М. И. Ермоленко в 1929—1930-х и 1935-х, К. Э. Гриневича в 1949 | грунтовые могилы, на поверхности отмечены каменными выкладками в 2—3 слоя и каменными курганами | Эрмитаж, ГИМ, муз. Нальчика, муз. Заюково |
| 14. Заюковский могильник 2                          | л. б. р. Баксан, к С.—В. от с. Заюково                                    | ок. нач. 1 тыс. до н. э.                 | курган № 2 исследован А. А. Иессеном в 1934                                                         | могильник с каменными ящиками под курганами                                                     | разграблено, Эрмитаж                      |
| 0. Мукуланский — см. Н.-Баксанский компл. предм.    | 0. Мукуланский — см. Н.-Баксанский компл. предм.                          | —                                        | —                                                                                                   | —                                                                                               | —                                         |
| 4. Нижне-Баксанский могильник                       | п. б. р. Баксан, ниже Тырныауза                                           | прим. VI в. до н. э.                     | осмотрен А. А. Иессеном в 1933                                                                      | грунт. могильник                                                                                | ?                                         |
| 0. Тырныаузский 1 — см. Н.-Баксанский компл. предм. | 0. Тырныаузский 1 — см. Н.-Баксанский компл. предм.                       | —                                        | —                                                                                                   | —                                                                                               | —                                         |
| 0. Тырныаузский 2 — см. Н.-Баксанский могильник     | 0. Тырныаузский 2 — см. Н.-Баксанский могильник                           | —                                        | —                                                                                                   | —                                                                                               | —                                         |

### Отдельные клады, комплексы предметов и находки
| № и название                        | Локализация                                                 | Датировка                                         | Исследования | Находки                                                      | Сохранение    |
| ----------------------------------- | ----------------------------------------------------------- | ------------------------------------------------- | --- | ------------------------------------------------------------ | ------------- |
| 2.1. Верхне-Баксанский клад         | на дороге от г. Эльбрус к Нальчику, у с. В. Баксан          | не позднее нач. VIII в. до н. э.                  | обнаружен в 1914, кратко упомянут А. А. Иессеном в 1935, полностью издан В. И. Козенковой в 1989                                                     | сосуд с 30 бронз. предметами, 1 глиняном и 1 кости животного | Кунсткамера   |
| 2.2. Верхне-Баксанская находка      | окрестности с. В. Баксан                                    | XIV/XIII — не позднее 1-й пол. XII вв. до н. э.   | описан А. А. Иессеном в 1941 | 1 бронз. предмет                                             | муз. Нальчика |
| 2.3. Верхне-Баксанская находка      | окрестности с. В. Баксан                                    | ?                                                 | упомянут в архиве А. А. Иессена и архиве Кунсткамеры                                                                                                 | 1 бронз. предмет                                             | муз. Армавира |
| 3.1. Нижне-Баксанский компл. предм. | ур. Мукулан, на л. б. р. Баксан, окрестности Тырныауза      | VII—IV вв. до н. э. (не позднее VIII в. до н. э.) | приобретены у жителей в 1914, по мнению А. А. Иессена происходят из могильника                                                                       | ок. 18 бронз. предмета                                       | Эрмитаж       |
| 3.2. Нижне-Баксанский компл. предм. | ущелье р. Тютюсу вблизи ур. Мукулан, окрестности Тырныауза  | ?                                                 | сведения имеются у О. В. Милорадович в рукописном архиве (выписка из полевого дневника А. А. Иессена)                                                | ок. 3 бронз. предметов                                       | ?             |
| 5.1. Угольный клад                  | пещера горы Алмалы-кая, п. б. р. Баксан, 4—5 км от с. Былым | XIII—XI вв. до н. э.                              | случайно найден в 1913; А. А. Иессен и Е. И. Крупнов предполагали здесь мастерскую по металлообработке, В. М. Батчаев — «местное изготовление вещей» | сосуд со 116 бронз. предметами, 1 глиняным и 1 костью        | Эрмитаж       |
|                                     |                                                             |                                                   | |                                                              |               |
|                                     |                                                             |                                                   | |                                                              |               |

## Центральный вариант
Центральный вариант кобанской культуры также называют «северо-осетинским». Его археологические памятники служат эталоном, как наиболее полно выражающие характерные особенности кобанской культуры в обряде и инвентаре, а в специальной литературе их нередко называют «классическими». Е. И. Крупнов отмечал, что на первом этапе (нач. 1 тыс. до н. э.) памятники центрального варианта кобанской культуры были обычны — прямоугольные каменные ящики, сосуды больших и малых форм, украшенные нарезным геометрическим орнаментом затёртым пастой.

## Восточный вариант
Восточный вариант кобанской культуры также называют «чечено-ингушским». Е. И. Крупнов отмечал, что на первом этапе (нач. 1 тыс. до н. э.) для памятников восточного варианта кобанской культуры были характерны каменные ящики, близкие к квадрату, а также сосуды больших и малых форм, украшенные нарезным и семечковидным орнаментом.

### Городища и селища
| № и название                | Локализация                                             | Датировка                           | Исследования | Находки                                                       | Сохранение    |
| --------------------------- | ------------------------------------------------------- | ----------------------------------- | --- | ------------------------------------------------------------- | ------------- |
| 1. Алхастинское селище      | на л. террасе р. Асса, к С.—В. от с. Алхасты            | 1-я пол. 1 тыс. до н. э.            | раскопки Е. И. Крупнова в 1937—1939 | ?                                                             | ГИМ           |
| 2. Бамутское селище         | л. б. р. Фортанга, вблизи хут. Весёлый                  | нач. 1 тыс. до н. э.                | раскопки Р. Ф. Мунчаева в 1966—1967 | ?                                                             | муз. Грозного |
| 3. Братское городище        | на четвёртой п. террасе р. Терек, к З. от с. Братское   | ?                                   | открыто А. П. Кругловым в 1936, сборы М. П. Севостьянова в 1949 | фрагменты керамики                                            | муз. Грозного |
| 4. Верхне-Наурское городище | п. б. р. Терек, к В. от с. Верхний Наур                 | ?                                   | открыто и обследовано А. П. Кругловым в 1936 | 3 взаимосвязанных группы укреплений, фрагменты керамики       | муз. Грозного |
| 5. Мужичинское селище       | на л. б. р. Асса, к С. от с. Мужичи                     | VI—V вв. до н. э.                   | сбор керамики Н. И. Штанько в 1946, разведки Е. И. Крупнова в 1948, В. И. Марковина и М. П. Севостьянова в 1955                                                                                              | ?                                                             | ?             |
| 6. Нестеровское селище      | на б. р. Асса, к Ю.—З. от ст-цы Нестеровская            | VI—IV вв. до н. э.                  | раскопки Е. И. Крупнова в 1940 | ?                                                             | ?             |
| 7. Сержень-Юртское селище   | на л. террасе р. Хулхулау, Ю.—З. окраина с. Сержень-Юрт | X—V вв. до н. э.                    | открыто М. П. Севостьяновым в 1954, разведки В. И. Марковина в 1957, раскопки Р. Ф. Мунчаева в 1958—1959, Н. Я. Мерперта в 1960, Е. И. Крупнова и В. И. Козенковой в 1961—1962, В. И. Козенковой в 1963—1966 | одна открытая часть и 2 естественно укреплённых холма-убежища | муз. Грозного |
| 8. Урус-Мартанское селище   | в срезе б. р. Фортанга, в 3 км к Ю.—З. от Урус-Мартана  | предполож. 1-я пол. 1 тыс. до н. э. | обнаружено Г. А. Вертеповым в 1900 | каменные орудия, железный шлак и черепки посуды               | ?             |

### Могильники и отдельные захоронения
| № и название                           | Локализация                                                          | Датировка            | Исследования | Находки                                                                                           | Сохранение              |
| -------------------------------------- | -------------------------------------------------------------------- | -------------------- | --- | ------------------------------------------------------------------------------------------------- | ----------------------- |
| 1. Бамутская могила                    | хут. Весёлый, 4—5 км С.—В. с Бамут                                   | VI—V вв. до н. э.    | случайно обнаружена в 1965 (житель Бакажев) | грунт. погребение глубиной 1 м; остатки 2 плохо сохран. скелетов; погреб. инв.: бронз. и глиняный | муз. Грозного           |
| 2. Бамутский курган (№ 5)              | С.—В. край хут. Весёлый, 4—5 км С.—В. с Бамут                        | сер. 1 тыс. до н. э. | раскопки Р. Ф. Мунчаева в 1965 | ?                                                                                                 | муз. Грозного           |
| 3. Мелчхинский могильник               | на С. склоне Качкалыковского хр., в 4 км к З. от с. Мелчхи           | VI—V вв. до н. э.    | раскопки М. И. Артамонова (19 погребений) и А. В. Мачинского (4 погребения) в 1937—1938                                                                       | грунт. погребения                                                                                 | Эрмитаж                 |
| 4. Мужичинский могильник               | к С. от с. Мужичи                                                    | VI—V вв. до н. э.    | исследовано 167 погребений (4 — в 1950 Е. Г. Дозоровым и Н. И. Штанько, 29 — в 1952 и 37 — в 1955 Е. И. Крупновым, 50 — в 1956 и 47 — в 1957 Р. Ф. Мунчаевым) | грунт. погребения под каменными выкладками, иногда с кромлехами                                   | часть в ГИМ             |
| 4. Мужичинский могильник               | к С. от с. Мужичи                                                    | VI—V вв. до н. э.    | — случайные находки из сборов Е. Г. Дозорова и Н. И. Штанько в 1954                                                                                           | — бронз. и железные предметы, оселок                                                              | муз. Грозного           |
| 4. Мужичинский могильник               | к С. от с. Мужичи                                                    | VI—V вв. до н. э.    | — случайная находка 1953 | — 1 железный предмет                                                                              | муз. Грозного           |
| 4. Мужичинский могильник               | к С. от с. Мужичи                                                    | VI—V вв. до н. э.    | — случайная находка 1958 | — 1 бронз. предмет                                                                                | муз. Грозного           |
| 5. Нестеровский могильник              | на б. р. Асса, к Ю.—З. от ст-цы Нестеровская                         | VII—IV вв. до н. э.  | раскопки Е. И. Крупнова в 1938—1940 и 1946, исследовано 53 погребения                                                                                         | погребения под курганами, грунт. и обложенные булыжником                                          | ГИМ                     |
| 6. Сержень-Юртский могильник           | 800 м к Ю.—З. от с. Сержень-Юрт                                      | X—VI вв. до н. э.    | раскопки Р. Ф. Мунчаева в 1958 (2 погребения), В. И. Козенковой в 1965—1971 (78 погребений)                                                                   | грунтовый могильник                                                                               | муз. Грозного           |
| 7. Урус-Мартанский могил. «Ани-Ирзо»   | в 3—3,5 км к Ю.—З. от Урус-Мартана, местность Ани-Ирзо               | VI—V вв. до н. э.    | раскопки Г. А. Вертепова в 1900—1901 (исследовано 6 курганов)                                                                                                 | курганный могильник                                                                               | ГИМ                     |
| 8. Урус-Мартанский могил. «Бойси-Ирзо» | п. б. р. Фортанга, в 3 км к Ю. от Урус-Мартана, местность Бойси-Ирзо | VI—V вв. до н. э.    | раскопки Г. А. Вертепова в 1900—1901 (исследовано 19 курганов)                                                                                                | курганный могильник                                                                               | ГИМ и муз. Грозного     |
| 9. Ца-Веденская могила                 | Ца-Ведено?, усадьба Б. Пашаева                                       | VI—V вв. до н. э.    | обнаружена в 1965, обследована В. И. Козенковой в 1966 | грунтовое погребение, находки: 11 бронз. и др.                                                    | муз. Грозного           |
| 10. Шалинская могила                   | на л. (С.) б. Аргунского канала, окрестности Шали                    | VI—V вв. до н. э.    | случайно обнаружена в 1958 | грунтовая могила, находки: 3 бронз. и др.                                                         | муз. Грозного           |
| 11. Шалинский могильник                | на Ю. окраине Шали (кирпичный завод)                                 | VI—V вв. до н. э.    | сборы Е. И. Крупнова и В. Б. Виноградова в 1961, В. Б. Виноградова в 1967, раскопки В. Б. Виноградова в 1969                                                  | грунтовый могильник, находки: 3 бронз., 7 железных и др.                                          | разрушен, муз. Грозного |

### Отдельные клады, комплексы предметов и находки
| № и название                     | Локализация               | Датировка              | Исследования                                  | Находки                                           | Сохранение    |
| -------------------------------- | ------------------------- | ---------------------- | --------------------------------------------- | ------------------------------------------------- | ------------- |
| 1. Урус-Мартанский компл. предм. | окрестности Урус-Мартана? | 1 пол. 1 тыс. до н. э. | приобретены А. А. Бобринским у жителей в 1888 | случайные находки: ок. 5 бронз. предмета и оселок | ГИМ           |
| 2. Шалинская находка             | окрестности Шали?         | ?                      | сборы В. Б. Виноградова в 1969                | 1 бронз. статуэтка                                | муз. Грозного |
| 3. Шалинский компл. предм.       | окрестности Шали?         | ?                      | в частной коллекции в 1913                    | 4 бронз. предмета                                 | Эрмитаж       |
| 4. Шуанинский компл. предм.      | окрестности с. Шуани?     | VI—V вв. до н. э.      | переданы в муз. в 1961                        | случайные находки: 3 бронз. и 5 пр. предмета      | муз. Грозного |